# Ben Smit
Benjamin (Ben) Smit (Amsterdam, 26 november 1922 - aldaar, 23 maart 2020) was een Nederlandse architect die actief was in Curaçao.
Smit behoorde tot de modernistische richting het Nieuwe bouwen. Hij vond inspiratie in de Braziliaanse architectuur, met klimaatbewuste ontwerpprincipes. Zijn grote voorbeeld was de Braziliaanse architect Oscar Niemeyer.

## Leven en werk
Ben Smit was een zoon van de Joodse Elisabeth Rietveld en Leonard Smit. Zijn vader was diamantslijper in Amsterdam. Een jaar na zijn geboorte verhuisde het gezin naar Antwerpen, waar hij in 1939 architectuur ging studeren aan de Koninklijke Academie voor Schone Kunsten van Antwerpen. Aan het begin van de Tweede Wereldoorlog vluchtte het gezin naar het Zuid-Franse dorp Marmande en kon Smit zijn architectenopleiding voortzetten aan de Ecole des Beaux Arts in Lyon. In 1942 wilden ze naar de Verenigde Staten, maar belandden in een vluchtelingenkamp in Jamaica. In 1943 kwamen ze naar Curaçao.
Na enkele jaren bij het Departement van Openbare Werken startte hij in 1946 zijn eigen architectenbureau. Hij werd partner van Kees Bakker en samen waren zij in de jaren 1940 - 1960 de twee belangrijkste architecten van het eiland. Hij ontwierp onder meer de hotels Hilton en Curaçao InterContinental (het latere Van der Valk-hotel), het onderkomen van de Antilliaanse verffabriek, de kapel van het Alvernaklooster en de zuidoostelijke vleugel van het Sint-Elisabeth Hospitaal. Zijn woonhuis uit 1948 aan de Angloweg in Willemstad is in 2018 als beschermd monument aangewezen.
Vanaf 1969 woonde hij in Amsterdam en had hij in Rotterdam een architectenbureau met Postma. Hij werkte mee aan het hoofdkantoor van het ABP in Heerlen en aan wat nu de Tolhuistuin is in Amsterdam, de vroegere kantine van Shell.
Smit was actief tot 1971. Zijn tekeningenarchief is in 2015 overgedragen aan het Nationaal Archief Curaçao.

## Onderscheiding
Ben Smit was ridder in de Orde van Oranje-Nassau.

## Privé
In maart 1949 trouwde Ben Smit met de Antilliaanse Zita Moreno, opgeleid aan het Peter Stuyvesant College in Willemstad, de eerste openbare hbs op de Nederlandse Antillen. Dochter Paulette Smit is actrice, dochter Jennifer Smit kunsthistorica.